# Cereale

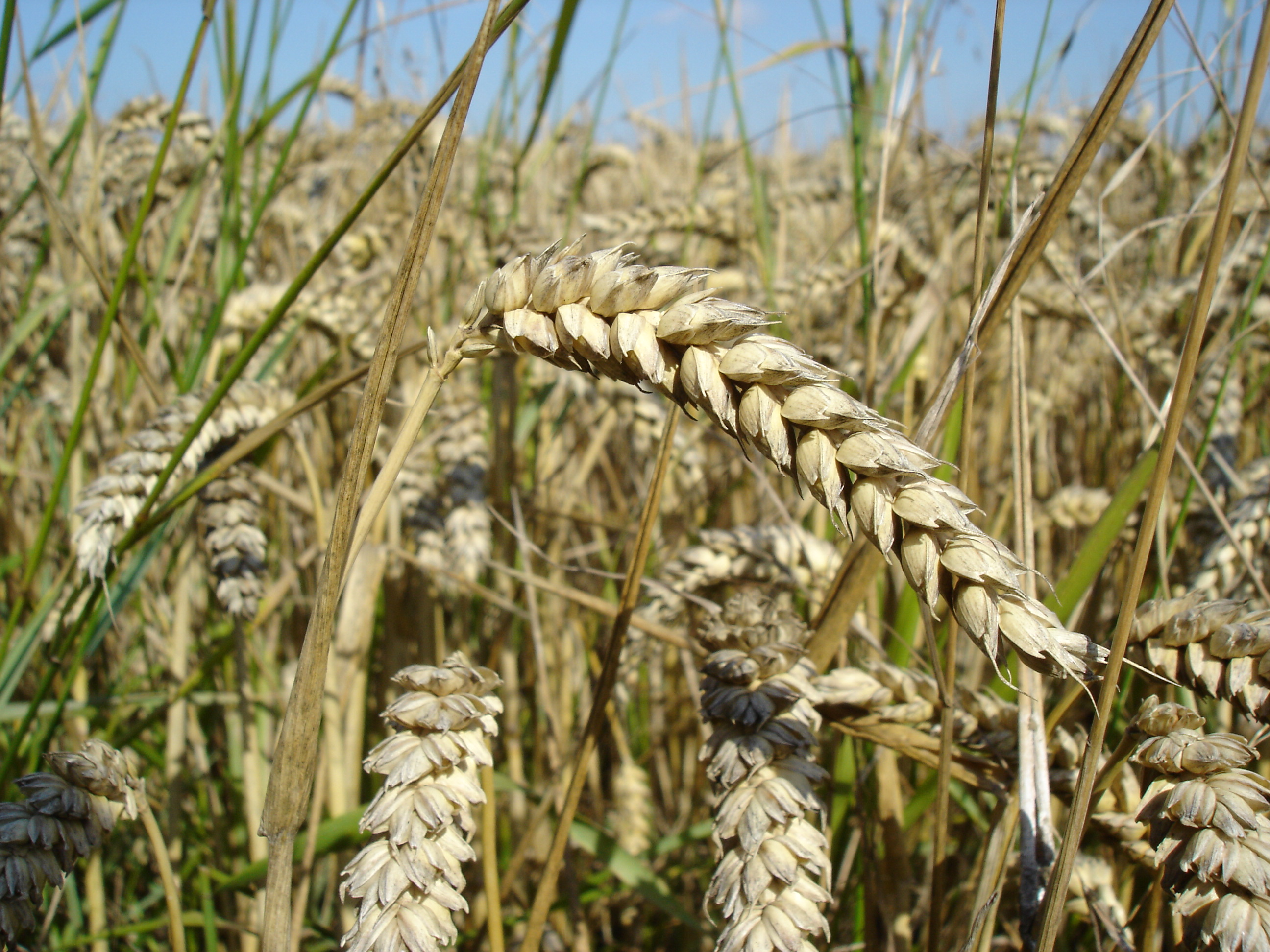
Spic de grâu într-un lan

Cerealele sunt o grupă de plante din familia graminee care cuprinde: grâul, secara, triticale, orzul, ovăzul, porumbul, sorgul, meiul și orezul. Cerealele au rădăcini fasciculate, tulpini neramificate și fructele cariopse, ale căror semințe servesc ca hrană omului sau animalelor și ca materie primă în industria alimentară. Tot în această grupă este cuprinsă și hrișca datorită compoziției chimice și a utilizărilor asemănătoare cu a celorlalte specii, deși hrișca este din altă familie botanică - Polygonaceae. În trecut culturile de cereale erau compromise frecvent, prin existența în lan a neghinei.

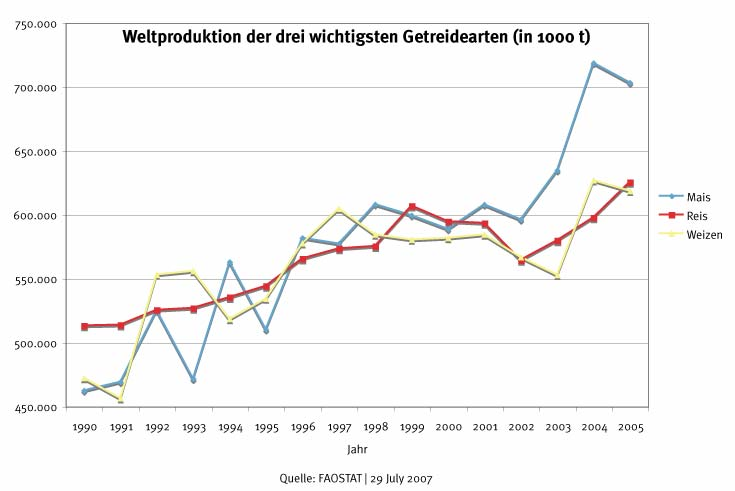
Recolta mondială pe ani a cerealelor mai importante

## Conținut
| Conținutul diferitelor cereale (pe 100 g) | Conținutul diferitelor cereale (pe 100 g) | Conținutul diferitelor cereale (pe 100 g) | Conținutul diferitelor cereale (pe 100 g) | Conținutul diferitelor cereale (pe 100 g) | Conținutul diferitelor cereale (pe 100 g) | Conținutul diferitelor cereale (pe 100 g) | Conținutul diferitelor cereale (pe 100 g) | Conținutul diferitelor cereale (pe 100 g) | Conținutul diferitelor cereale (pe 100 g) | Conținutul diferitelor cereale (pe 100 g) | Conținutul diferitelor cereale (pe 100 g) | Conținutul diferitelor cereale (pe 100 g) | Conținutul diferitelor cereale (pe 100 g) | Conținutul diferitelor cereale (pe 100 g) |
| max min                                   | Energie (kJ)                              | Albumine (g)                              | Lipide (g)                                | Glucide (g)                               | Calciu (mg)                               | Fier (mg)                                 | Potasiu (mg)                              | Magneziu (mg)                             | Vitamine                                  | Vitamine                                  | Vitamine                                  | Vitamine                                  | Vitamine                                  | Vitamine                                  |
| max min                                   | Energie (kJ)                              | Albumine (g)                              | Lipide (g)                                | Glucide (g)                               | Calciu (mg)                               | Fier (mg)                                 | Potasiu (mg)                              | Magneziu (mg)                             | B1 (mg)                                   | B2 (mg)                                   | B6 (mg)                                   | E (mg)                                    | Acid folic (mg)                           | Niacină (mg)                              |
| ----------------------------------------- | ----------------------------------------- | ----------------------------------------- | ----------------------------------------- | ----------------------------------------- | ----------------------------------------- | ----------------------------------------- | ----------------------------------------- | ----------------------------------------- | ----------------------------------------- | ----------------------------------------- | ----------------------------------------- | ----------------------------------------- | ----------------------------------------- | ----------------------------------------- |
| Alac                                      | 1340                                      | 11,5                                      | 2,7                                       | 69,0                                      | 22                                        | 4,2                                       | 447                                       | 130                                       | 0,40                                      | 0,15                                      | 0,27                                      | 1,6                                       | 0,03                                      | 6,9                                       |
| Orz                                       | 1430                                      | 11,0                                      | 2,1                                       | 72,0                                      | 38                                        | 2,8                                       | 444                                       | 119                                       | 0,43                                      | 0,18                                      | 0,56                                      | 0,67                                      | 0,065                                     | 4,8                                       |
| Ovăz                                      | 1530                                      | 12,5                                      | 7,1                                       | 63,0                                      | 79,6                                      | 5,8                                       | 355                                       | 129                                       | 0,52                                      | 0,17                                      | 0,75                                      | 0,84                                      | 0,033                                     | 1,8                                       |
| Mei                                       | 1510                                      | 10,5                                      | 3,9                                       | 71,0                                      | 25                                        | 9,0                                       | 215                                       | 170                                       | 0,46                                      | 0,14                                      | 0,75                                      | 0,1                                       | 0,01                                      | 4,8                                       |
| Porumb                                    | 1498                                      | 9,0                                       | 3,8                                       | 71,0                                      | 15                                        | 1,5                                       | 330                                       | 120                                       | 0,36                                      | 0,20                                      | 0,40                                      | 2,0                                       | 0,026                                     | 1,5                                       |
| Orez                                      | 1492                                      | 7,5                                       | 2,2                                       | 75,5                                      | 23                                        | 2,6                                       | 150                                       | 157                                       | 0,41                                      | 0,09                                      | 0,67                                      | 0,74                                      | 0,016                                     | 5,2                                       |
| Secară                                    | 1323                                      | 8,8                                       | 1,7                                       | 69,0                                      | 64                                        | 5,1                                       | 530                                       | 140                                       | 0,35                                      | 0,17                                      | 0,29                                      | 2,0                                       | 0,14                                      | 1,8                                       |
| Grâu                                      | 1342                                      | 11,5                                      | 2,0                                       | 70,0                                      | 43,7                                      | 3,3                                       | 502                                       | 173                                       | 0,48                                      | 0,24                                      | 0,44                                      | 1,35                                      | 0,09                                      | 5,1                                       |

## Producătorii cei mai importați de cereale
| Rang | Țara                       | Cantitate (in mii de t) | Rang | Țara       | Cantitate (in mii de t) |
| ---- | -------------------------- | ----------------------- | ---- | ---------- | ----------------------- |
| 1    | China                      | 460.353                 | 9    | Bangladesh | 44.669                  |
| 2    | Statele Unite ale Americii | 414.066                 | 10   | Germania   | 42.295                  |
| 3    | India                      | 252.121                 | 11   | Argentina  | 41.961                  |
| 4    | Rusia                      | 80.495                  | 12   | Vietnam    | 39.881                  |
| 5    | Indonezia                  | 69.430                  | 13   | Pakistan   | 35.553                  |
| 6    | Brazilia                   | 68.832                  | 14   | Myanmar    | 33.720                  |
| 7    | Franța                     | 58.707                  | 15   | Mexic      | 32.362                  |
| 8    | Canada                     | 50.363                  |      | Pe glob    | 2.320.400               |